# Волк, Эдуард Юлианович
Эдуард Юлианович Волк (23 июня 1907, Санкт-Петербург — 12 февраля 1992, Москва) — советский кинематографист, режиссёр документального кино. Лауреат Сталинской премии (1951). Заслуженный работник культуры РСФСР (1974).

## Биография
Родился в 1907 году в Санкт-Петербурге.
В 1929 году окончил 2 курса Института истории искусств (ГИИИ) в Ленинграде.
С 1929 года — режиссёр Ленинградской фабрики «Совкино», Ленинградской студии кинохроники.
В 1941—1944 годах находился в блокадном Ленинграде. После снятия блокады в марте 1944 года призван в РККА. 
С 15 июня 1944 года — режиссёр Центральной студии документальных фильмов (ЦСДФ).
Служил в звании капитана в  киногруппе 1-го Белорусского фронта. Был вторым режиссёром на документальном фильме «Берлин». Демобилизован в мае 1945 года.
С 1945 года — на киностудии «Союздетфильм»  (впоследствии — киностудия имени М. Горького): режиссёр документальных фильмов, второй режиссёр, режиссёр дубляжа.
В 1947 году, будучи вторым режиссёром на фильме «Молодая гвардия», нашёл на роль Олега Кошевого студента ГИТИСа Владимира Иванова и привёл его домой к режиссёру Сергею Герасимову.
Второй режиссёр на документальном фильме Сергея Герасимова «Освобождённый Китай» (1950), за который удостоен Сталинской премии первой степени (1951).
Член Союза кинематографистов СССР.
В 1974 году присвоено звание заслуженного работника культуры РСФСР.
В 1970—1992 годах жил в Москве в доме № 20 по Ярославскому шоссе.
Умер 12 февраля 1992 года в Москве.

## Фильмография
- 1945 — Берлин (документальный) — второй режиссёр
- 1948 — Молодая гвардия (художественный) — второй режиссёр
- 1950 — Освобожденный Китай (документальный) — второй режиссёр
- 1959 — Говорит спутник (документальный) — сорежиссёр